# Robend
Robend (eigentlich: die Robend, gelegentlich auch der Robend) ist ein Ortsteil der nordrhein-westfälischen Kreisstadt Viersen. Innerhalb des Viersener Stadtgebiets gehört der Ortsteil Robend zum Stadtbezirk Alt-Viersen und liegt ca. 1,5–2 km östlich der Altviersener Innenstadt. Innerhalb Nordrhein-Westfalens gehört Robend außerdem zur Region Niederrhein und zählt darüber hinaus als Ortsteil von Viersen zur Metropolregion Rhein-Ruhr.
Frühere Bezeichnungen für das Gebiet waren alde Benden, alde Beend, in hochdeutscher Übersetzung dazu auch alte Benden, außerdem noch Rabenden oder Rabend. Soweit es überhaupt überliefert ist, war das Gebiet von Robend bereits seit dem Mittelalter ein Teil der Altviersener Honnschaft Rintgen, von irgendeiner kommunalpolitischen Selbständigkeit ist nichts bekannt.
Seit dem Jahr 2001 wurde der Ortsteil Robend in südwestlicher Richtung durch das Neubaugebiet Stadtpark Robend erheblich vergrößert, so dass die Bebauung inzwischen fast bis an den Viersener Bahnhof heranreicht.

## Etymologie und Geschichte

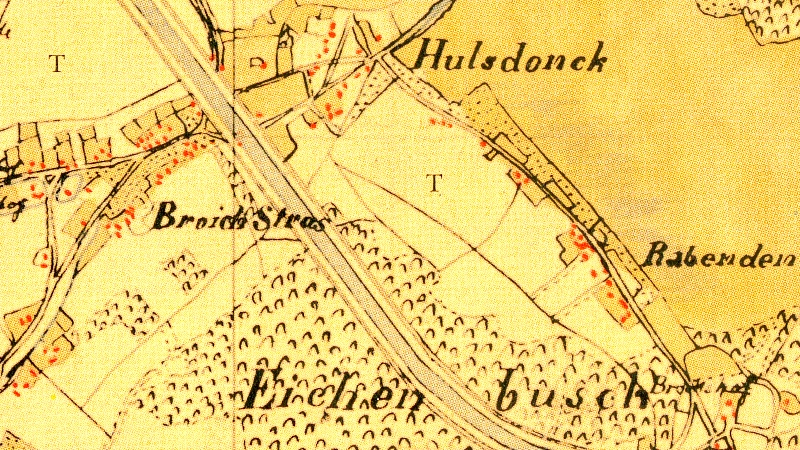
Hülsdonk und Robend zur Franzosenzeit um 1805. Deutlich ist in der Bildmitte der hier damals bereits fertiggestellte Nordkanal zu erkennen.

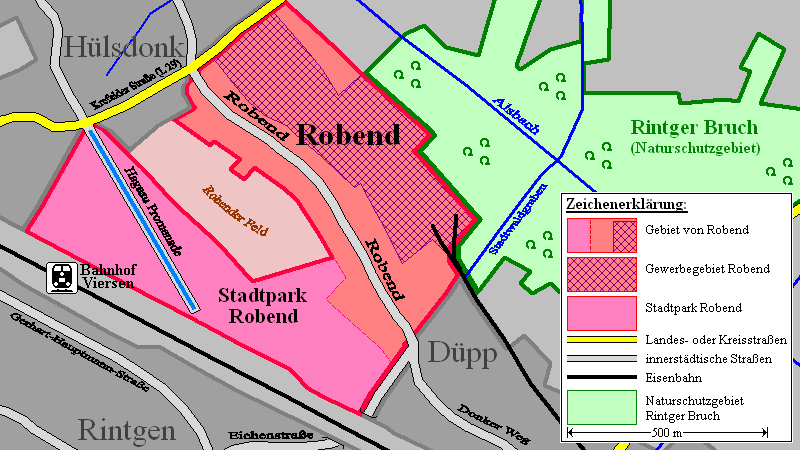
Robend und Stadtpark Robend heute (2011).

Das Gebiet der Robend wurde einst in verschiedenen Variationen (siehe weiter oben!) „die alten Benden“ genannt. Dabei bezeichnete Bend ursprünglich eine zeitweise gegen Beweidung gesperrte Heuwiese. Mindestens seit dem 16. Jahrhundert waren dort bereits einige größere Bauernhöfe angesiedelt. Zu Beginn des 19. Jahrhunderts hatte sich daraus bereits ansatzweise ein damals "Rabenden" genanntes Straßendorf entlang der heutigen Straße Robend entwickelt. Dabei wird vermutet, dass der Name Rabenden aus Rath-Benden entstanden ist, und sich über "Rabend" zum heutigen Robend weiterentwickelte. Im Laufe des 20. Jahrhunderts verdichtete sich die Bebauung der Robend immer weiter, so dass schließlich die fast lückenlose, überwiegend aus Mehrfamilienhäusern bestehende Bebauung entlang der Straße "Robend" entstand, wie man sie heute kennt.

### Der Stadtpark Robend
Jenseits des Robender Felds, einer landwirtschaftlich genutzten Freifläche im Südwesten von Robend, entstand im 20. Jahrhundert das ursprünglich recht umfangreiche Beladungsgelände des Güterbahnhofs Viersen. Nach dem Ende des II. Weltkriegs wurde Viersen ein Teil der Britischen Besatzungszone und die Britische Rheinarmee, deren Hauptquartier sich im nahen Mönchengladbach befand, errichtete zwischen dem Viersener Güterbahnhof und dem Robender Feld ein militärisches Depot-Gelände mit Anschluss an das Deutsche Eisenbahnnetz. Dieses Depot wurde schließlich nach Ende des Kalten Krieges 1995 aufgegeben. Auch die Verlade- und Wartungseinrichtungen des Viersener Güterbahnhofs wurden in der Folgezeit stillgelegt und abgerissen, wodurch zwischen dem Robender Feld und dem Bahndamm mit der verbleibenden Bahnstrecke einschließlich des Personenbahnhofs Ende der 1990er Jahre eine recht große Freifläche entstand. Auf dieser Freifläche wurde dann seit dem Jahr 2001 allmählich das Neubauviertel Stadtpark Robend errichtet.
Als städtebauliches Highlight wurde dabei ein Teilstück des früheren Nordkanals wiederhergestellt. Entlang dieses restaurierten Kanal-Abschnitts erstreckt sich als eine von zwei Hauptachsen dieses verkehrsberuhigten Neubaugebiets die Hageau-Promenade, benannt nach dem Chef-Ingenieur des historischen Nordkanal-Projektes, Aimable Hageau. In Erinnerung an die ursprünglichen Planungen zum Nordkanal (gedacht war eigentlich eine Streckenführung bis Antwerpen) wurde eine Reihe weiterer Straßen des Areals nach heute belgischen oder niederländischen Städten und Gebieten benannt, wie z. B. Brüsseler Allee, Flämische Allee oder Limburgweg.
Im Rahmen der Baumaßnahmen wurde außerdem ein Tunnel unter dem angrenzenden Bahndamm in das Viersener Bahnhofsgebäude erbaut; der Viersener Bahnhof kann seitdem auch von Osten aus (aus Richtung Stadtpark Robend) betreten werden.

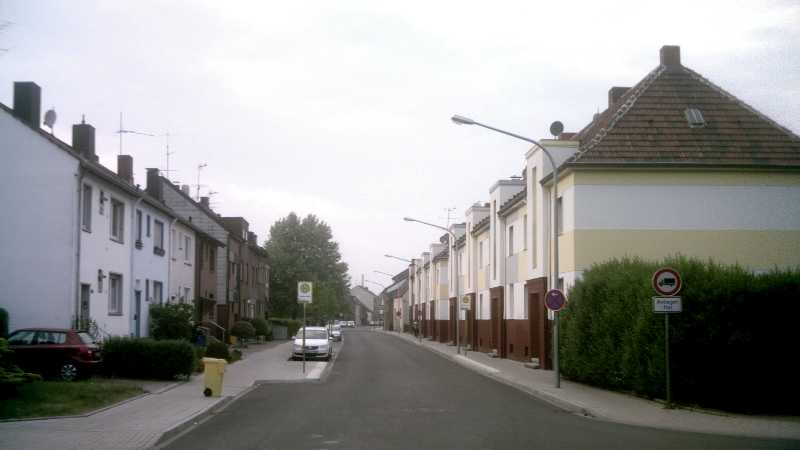
Die Straße Robend von der Stadtwaldallee aus gesehen.

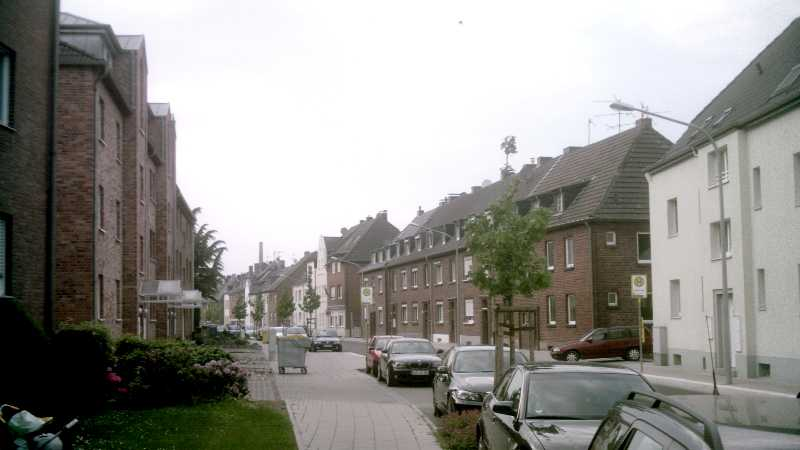
Die Straße Robend im Bereich der Haltestelle "Robend Mitte".

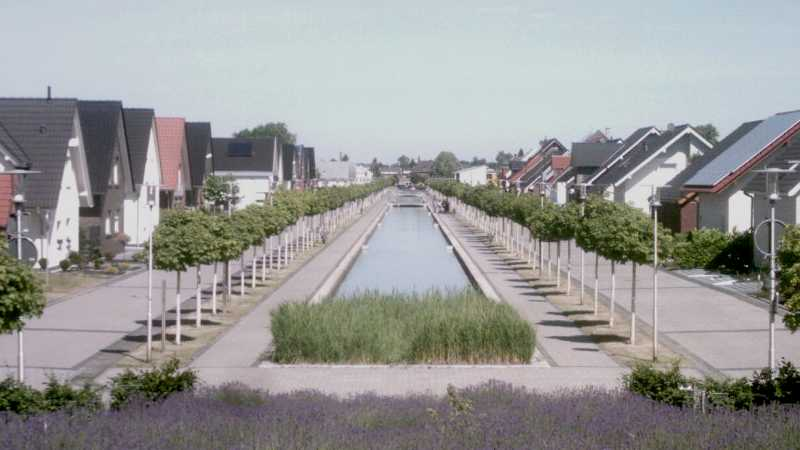
Die Hageau-Promenade entlang des wiederhergestellten Nordkanals im Neubauviertel Stadtpark Robend.

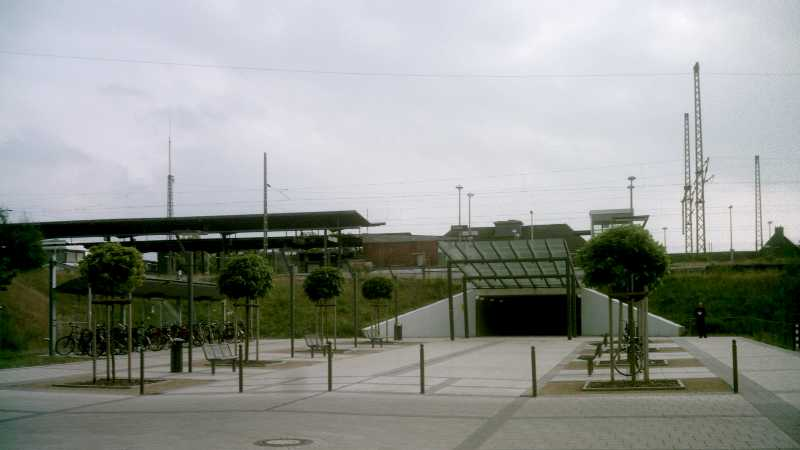
Der neue Nordeingang des Viersener Bahnhofs, vom Stadtpark Robend aus gesehen.

## Verkehr

### Straßenverkehr
Das Gebiet von Robend wird am nördlichen Rand von der nordrhein-westfälischen Landesstraße L29 berührt, dies ist die ehemalige Bundesstraße 7, die hier auch "Krefelder Straße" heißt. Die L29 verbindet Robend in Richtung Westen mit der Alt-Viersener Innenstadt, in Richtung Osten mit dem Willicher Stadtteil Neersen, wo auch Anschluss an die A44 besteht.

### Schienenverkehr

#### Personenverkehr
Die Bahnstrecken von Mönchengladbach nach Duisburg bzw. von Mönchengladbach nach Venlo verlaufen auf gemeinsamem Bahndamm am südlichen Rand des Neubaugebiets Stadtpark Robend. Ein neu errichteter Fußgängertunnel führt vom Stadtpark Robend aus direkt in den Bahnhof Viersen, hier bestehen Zustiegsmöglichkeiten in eine Regionalbahn- und zwei Regionalexpress-Linien: RE 11, RE 13 bzw. RB 33.

#### Güterverkehr
Von einem Schrottplatz am östlichen Rand von Robend führt außerdem ein Gütergleis ebenerdig Richtung Südosten, wo es jenseits des benachbarten Ortsteils Düpp vom Bahndamm der Eisenbahn-Hauptstrecke abzweigt.

### Busverkehr
Als Ortsteil von Viersen zählt der Bereich Robend/Stadtpark Robend zum Tarifgebiet des Verkehrsverbunds Rhein-Ruhr. Die BVR Busverkehr Rheinland GmbH und die Niederrheinwerke Viersen bedienen das Gebiet mit insgesamt sechs Buslinien. Hierdurch bestehen von Robend/Stadtpark Robend aus direkte Verbindungen mit den meisten Viersener Stadtteilen. Die beiden BVR-Linien verknüpfen das Gebiet außerdem mit allen vier Stadtteilen der benachbarten Stadt Willich sowie mit den Düsseldorfer Vororten Meerbusch und Kaarst, wo jeweils Anschluss an das Stadtbahn- oder S-Bahn-Netz besteht:
| Typ                 | Linie | Strecke | Hinweise |
| ------------------- | ----- | --- | --- |
| Bus                 | 071   | Viersen, Busbf. – Viersen, Gereonsplatz – Krefelder Str./Kanalstr. – Krefelder Str./Robend – Anrath – Willich – Meerbusch, Haus Meer                       | Busverkehr Rheinland, Haltestellen im Bereich Robend: Krefelder Str./Kanalstr., Krefelder Str./Robend. Am Haus Meer besteht Anschluss an die Düsseldorfer Stadtbahn.           |
| Bus                 | 081   | Düpp, Im Wolfhahn – Robend – Krefelder Str./Kanalstr. – Viersen, Busbf. – Viersen, Gereonsplatz – Hoser – Bockert, Kreuz                                   | Niederrheinwerke Viersen, Haltestellen im Bereich Robend: Krefelder Str./Kanalstr., Krefelder Str./Robend, Elkanweg, Robend Mitte, Stadtwaldallee.                             |
| Bus                 | 082   | Düpp, Im Wolfhahn – Robend, Stadtwaldallee – Viersen, Bf. – Viersen, Gereonsplatz – Viersen, Busbf. – Hoser – Bockert, Kreuz                               | Niederrheinwerke Viersen, Haltestellen im Bereich Robend: Stadtwaldallee. |
| Bus                 | 083   | Dülken, Am Drouvenhof – Viersen, Busbf. – Viersen, Gereonsplatz – Viersen, Bf. – Krefelder Str./Kanalstr. – Rahser – Sittard – Süchteln, Jugendpsychiatrie | Niederrheinwerke Viersen, Haltestellen im Bereich Robend: Krefelder Str./Kanalstr.                                                                                             |
| Bus                 | 087   | Beberich, Berliner Höhe – Viersen, Gereonsplatz – Viersen, Busbf. – Krefelder Str./Kanalstr. – Rahser, Notburgastr.                                        | Niederrheinwerke Viersen, Haltestellen im Bereich Robend: Krefelder Str./Kanalstr.                                                                                             |
| Bus                 | 094   | Viersen, Busbf. – Krefelder Str./Gillessen – Krefelder Str./Kanalstr. – Krefelder Str./Robend – Neersen – Schiefbahn – Kaarster See                        | Busverkehr Rheinland, Haltestellen im Bereich Robend: Krefelder Str./Kanalstr., Krefelder Str./Robend. Am Kaarster See besteht Anschluss an die S-Bahnlinie S28 ("Regiobahn"). |
| Stand: Oktober 2011 |       | | |

### Radwanderwege
Im ursprünglichen Robend (im Wesentlichen die Straße gleichen Namens) gibt es keine offiziellen Radwanderwege, dafür verlaufen durch das Neubaugebiet Stadtpark Robend gleich drei Themenrouten des nordrhein-westfälischen Radwegenetzes:
- Die internationale Radwanderstrecke Fietsallee am Nordkanal auf dem Weg von Donk Richtung Süchteln.[17][18]
- Die Deutsche Fußballroute NRW, hier speziell zwischen den Erlebnis-Städten Krefeld und Mönchengladbach.
- Außerdem verläuft hier auch, zwischen Neuwerk-Donk und Süchteln auf gemeinsamem Fahrweg mit der Fietsallee am Nordkanal, ein Teilabschnitt des Euroga-Radwegsystems.[17][18]

Dabei gehört für die Fietsallee am Nordkanal (bzw. die Euroga-Radroute) der Streckenabschnitt auf der Hageau-Promenade entlang des hier rekonstruierten Nordkanals naturgemäß zu den Highlights dieser Themenroute überhaupt. Im Bereich der unmittelbar am Kanal liegenden Menhir-Anlage "Anatols Steinkreis", befindet sich hierzu auch ein Infopunkt sowie ein kleiner Radwander-Rastplatz.

## Sport und Freizeit

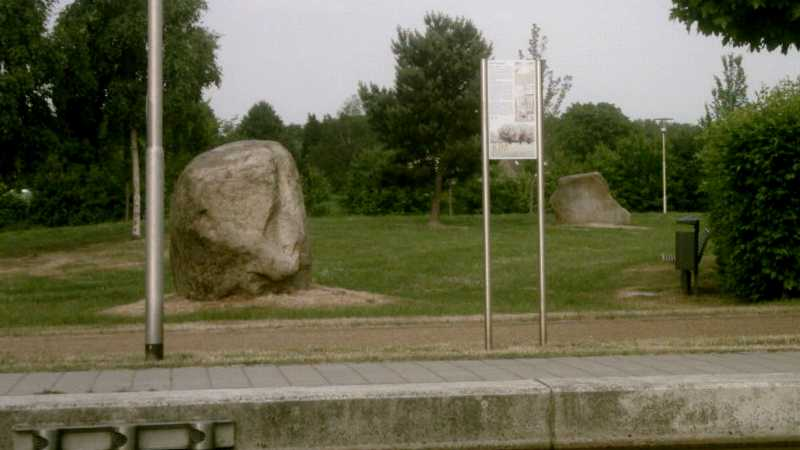
Zwei Findlinge aus Anatols Steinkreis.

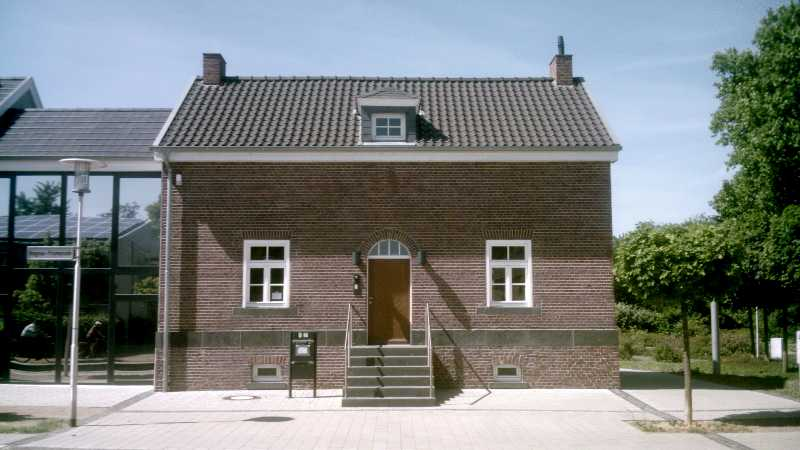
Das frühere Brückenwärterhaus am Antwerpener Platz Nr. 1.

- Fußball: Germaniastadion an der Krefelder Straße

Die Jugendmannschaften des eigentlich im Stadtteil Rahser beheimateten SC Viersen Rahser tragen hier ihre Heimspiele aus.

## Sehenswürdigkeiten

### Anatols Steinkreis
Im Rahmen der Euroga 2002/2003, einer damals dezentralisiert organisierten nordrheinwestfälischen Landesgartenschau, errichtete der Bildhauer Anatol Herzfeld an dem im Stadtpark Robend rekonstruierten Nordkanal einen aus zehn großen Findlingen bestehenden Steinkreis mit einem Umfang von ca. 400 m. Die Findlinge stammten aus der Umgebung von Viersens Brandenburgischer Partnerstadt Calau. Am Rande des Steinkreises befindet sich auch der Infopunkt "Brückenwärterhaus" zur Fietsallee am Nordkanal, obwohl das Brückenwärterhaus ca. 150 m weiter nördlich liegt.

### Brückenwärterhaus
Das ehemalige Brückenwärterhaus des Nordkanal-Projekts befindet sich am Antwerpener Platz Nr. 1. Das im Jahr 1810 errichtete Gebäude steht seit 1998 unter der Listennummer 366 als städtisches Baudenkmal unter Denkmalschutz.

## Die nähere Umgebung
| Rahser   | Clörath                                     | Anrath Vennheide |
| Hülsdonk | Kompassrose, die auf Nachbargemeinden zeigt | Neersen          |
| Rintgen  | Hamm Ummer                                  | Düpp Donk        |